# Guerra dels Banu Yas
La guerra dels Banu Yas fou un conflicte curt i localitzat que es va produir el febrer del 1835 i fins a l'abril del mateix any, quan la confederació dels Banu Yas d'Abu Dhabi, després d'una llarga i esgotadora guerra amb els Kawasim (Qawasimi) i que la collita de perles s'havia perdut durant uns quants anys seguits, per redreçar la seva economia van iniciar la pirateria al Golf Pèrsic.
Els primers atacs foren a la zona entre Abu Musa i les illes Tunb el febrer; l'abril el vaixell britànic Elphinstone els va atacar prop de la Gran Tunb i els va derrotar completament (16 d'abril). El maig el resident britànic al golf, capità Samuel Hennell, va imposar als xeics que havien signat la pau amb Gran Bretanya del 1820, un tractat que ratificava aquesta pau i establia una treva durant l'estació de la pesca de perles entre els xeicats de la zona dels quals cinc van firmar (Sharjah, Dubai, Abu Dhabi, Ajman i Ras al-Khaimah el 21 de maig de 1835, per sis mesos) i més tard s'hi va adherir Umm al-Qaiwan.
La treva es va renovar periòdicament durant set anys i es va estendre per ser aplicada tot l'any (en lloc de sis mesos), fins que el 1843 fou signada per deu anys. El 4 de maig de 1853 un nou tractat va establir una treva perpètua. Durant tot aquest període encara es van produir alguns actes de pirateria al golf a la zona entre Bahrein i Al-Hasa, però ja no va afectar els Banu Yas.